# 리경숙
리경숙(李京淑, 1970년 1월 1일 ~, 표준어: 이경숙)은 조선민주주의인민공화국의 가수이다. 평양직할시 평천구역 평천동에서 3남매의 맏딸로 출생하였다. 리경숙은 그녀가 7년 동안 출연한 오페라에서 자신의 재능을 인정받았으며, 1988년에는 오케스트라인 보천보전자악단과 평안남도 평성시 미술학교에 합류하면서 노래를 공부하였다. 2016년 기준 리경숙은 김원균명칭 음악종합대학 평양제1음악학원 성악학부 교원으로 재직하고 있다.

## 작품
| - 반갑습니다 - 아리랑 - 청진포뱃노래 - 너를 보며 생각하네 - 내 이름 묻지 마세요 - 꽃피는 봄날을 안아 오리라 | - 도시처녀 시집와요 - 다시 만납시다 - 내 나라 제일로 좋아 - 나의 사랑 나의 행복 - 운명의 갈림길 | - 기다려다오 - 인민주권가 - 압록강의 노래 - 수령님 바라시는 오직 한길에 - 우리의 7.27 |

## 같이 보기
- 전혜영
- 윤혜영
- 보천보전자악단